# Agência Ecclesia
A Agência Ecclesia é uma agência noticiosa portuguesa especializada em temáticas religiosas, sociais, e culturais. Afeta à Igreja Católica, a Agência Ecclesia é propriedade do Secretariado Nacional das Comunicações Sociais da Igreja, órgão da Conferência Episcopal Portuguesa.